# Châu Hải

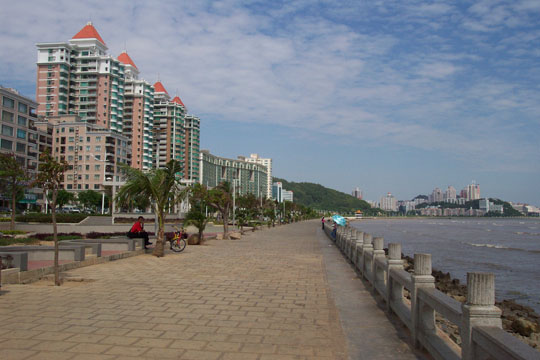
Đường dọc biển Châu Hải

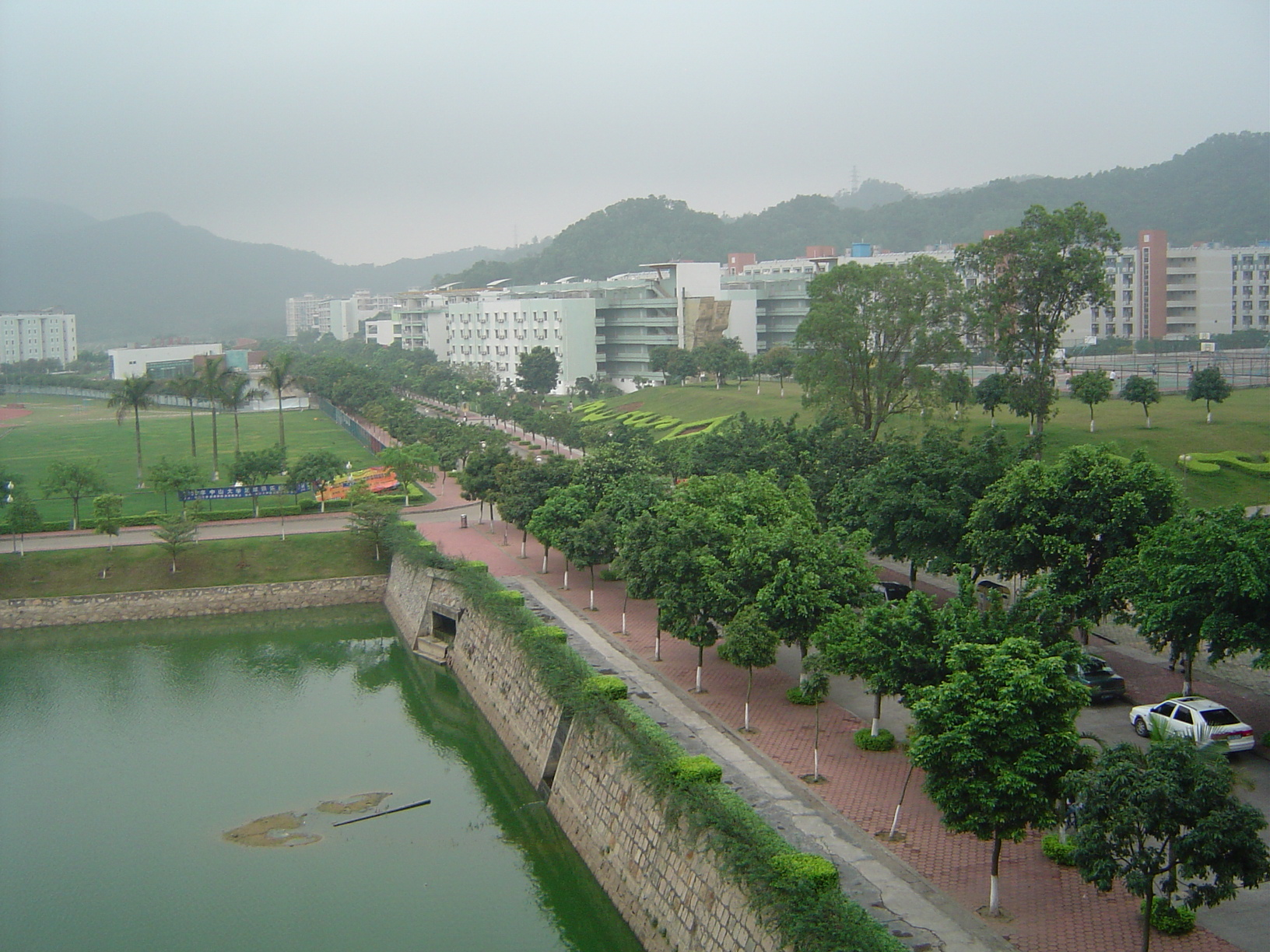
Cơ sở của Đại học Trung Sơn tại Châu Hải

Châu Hải (tiếng Trung: 珠海; bính âm: Zhūhǎi; nghĩa là "Biển Ngọc"; thường bị phiên âm sai thành Chu Hải) là một thành phố trực thuộc tỉnh (địa cấp thị) ở bờ biển phía nam tỉnh Quảng Đông, Trung Quốc.

## Lịch sử
Trên bản đồ Châu Hải chỉ xuất hiện khoảng chừng 1979, trước đó nó chỉ là một làng đánh cá không quan trọng. Dưới bóng của Macao nó phát triển nhất là kể từ năm 1980, khi nó được chọn lựa làm một vùng kinh tế đặc biệt, trở thành một thành phố kinh tế và du lịch.

## Vị trí
Tọa lạc ở đồng bằng châu thổ sông Châu Giang, Châu Hải giáp Giang Môn ở phía tây bắc, Trung Sơn phía bắc và Ma Cao phía nam. Châu Hải cách Quảng Châu 140 km về phía tây nam. Châu Hải bao gồm 146 hòn đảo, bãi biển dài tổng cộng 690 km, diện tích 1.653 km², dân số 1,38 triệu. 

## Hành chính
Châu Hải được chia ra thành 3 đơn vị hành chính cấp huyện, toàn bộ đều là quận.
- Quận: Hương Châu (香洲区), Đẩu Môn (斗门区), Kim Loan (金湾区)

## Kinh tế
GDP: 54,62 tỷ NDT, GDP trên đầu người: 41.800 NDT. Châu Hải trở thành một thành phố độc lập vào năm 1979, thời kỳ Trung Quốc dưới sự lãnh đạo của Đặng Tiểu Bình đã mở cửa kinh tế, Châu Hải là một trong những đặc khu kinh tế do vị trí giáp Ma Cao như Thâm Quyến liền kề Hồng Kông vậy. Thành phố đã phát triển thành một trung tâm cảng, khoa học giáo dục, du lịch của Trung Quốc. Các tập đoàn kinh tế lớn như: EssoMobil, British Petroleum, Siemens, Carrefour và Matsushita v.v đều có cơ sở tại đây. Hồng Kông vẫn là vùng lãnh thổ đầu tư lớn nhất vào đây, chiếm 22% tổng vốn nước ngoài. Thành phố có 5 khu công nghệ cao và công nghiệp nặng: điện tử, phần mềm, công nghệ sinh học, dược phẩm, máy móc thiết bị, lọc hóa dầu. 5 khu kinh tế của Châu Hải:
- Khu phát triển công nghiệp công nghệ cao quốc gia Châu Hải
- Khu thương mại tự do Châu Hải
- Khu công nghiệp cảng (cấp tỉnh)
- Khu thực nghiệm phát triển hải dương Vạn Sơn (cấp tỉnh)
- Khu phát triển kinh tế Hoành Cầm (cấp tỉnh)

## Giao thông
- Sân bay: Sân bay Kim Loan Châu Hải
- Đường bộ: Đường cao tốc nối Châu Hải với Phật San. Cầu nối Châu Hải với Ma Cao (Lotus Bridge) xây dựng năm 1999. Dự án cầu Hồng Kông-Châu Hải-Ma Cao đang triển khai.
- Cảng biển: Cảng nước sâu với môi trường sạch. Hai cảng biển quốc tế: Cửu Châu (九州港) và Cao Lan (高蘭港). Cao Lan là cảng hàng đầu ở Quảng Đông, Cửu Châu là cảng hành khách đi đường biển lớn.
- Do môi trường sạch đẹp, năm 2002, thành phố đã đón 1,3 triệu khách quốc tế và 3,64 triệu khách nội địa. Sau Quảng Châu và Thâm Quyến, Chu Hải là thành phố đạt doanh thu du lịch lớn thứ ba của tỉnh Quảng Đông (0,5 tỷ USD). Công viên Viên Minh Tân (圓明新園) rộng 1,39 km² bao gồm hồ rộng 80.000 m² là nơi tham quan thu hút du khách dựa theo mô hình của Di Hòa Viên ở Bắc Kinh bị liên quân Anh-Pháp phá hủy năm 1860 trong cuộc Chiến tranh Nha phiến.

## Biểu tượng
Chim biểu tượng của thành phố là hải âu (Larus canus), hoa biểu tượng là hoa giấy (lặc đỗ quyên/tam giác mai) (Bougainvillea spectabilis), cây biểu tượng là ban hoa đỏ (hồng hoa tử kinh)